# El Tulillo, Jalisco
El Tulillo är en ort i Mexiko.   Den ligger i kommunen Yahualica de González Gallo och delstaten Jalisco, i den centrala delen av landet, 400 km väster om huvudstaden Mexico City. El Tulillo ligger 1 904 meter över havet och antalet invånare är 125.
Terrängen runt El Tulillo är varierad, och sluttar österut. Runt El Tulillo är det ganska glesbefolkat, med 47 invånare per kvadratkilometer. Närmaste större samhälle är Yahualica de González Gallo, 3,2 km sydost om El Tulillo. I omgivningarna runt El Tulillo växer huvudsakligen savannskog.